# Кавилді
Кавилді (ест. Kavõldi, до 1997 року — Кавелді) — село в Естонії, входить до складу волості Риуге, повіту Вирумаа.